# 智利電視網
智利電視網（西班牙語：La Red Chilena de Televisión, 简称为La Red）是智利的私人電視頻道。 它於1991年5月12日開播，作為智利的第二家私人電視台，僅次於美佳电视网。